# Taça Europeia de Andebol de 1958–59
A Copa Europeia de Handebol de 1958–59 foi a segunda edição da principal competições de clubes de handebol da Europa. 
Na final o Redbergslids Goteborg venceu por 18–13 o alemão Frisch Auf Goppingen.

## Fases

### Rodada 1
| Equipe 1             | Resultado | Equipe 2         |
| -------------------- | --------- | ---------------- |
| ROC Flemallois       | 10–11     | Asprom Bordeaux  |
| IF Helsingor         | 21–14     | Union Helsinki   |
| BM Granollers        | 17–12     | FC Porto         |
| Dukla Praha          | wo        | Sparta Katowice  |
| Partizan Bjelovar    | 5–17      | Dinamo Bucuresti |
| BTV St. Gallen       | 28–19     | SC Esch          |
| Frisch Auf Goppingen | 24–16     | Olympia Eangelo  |

### Quartas-de-finais
| Equipe 1              | Resultado | Equipe 2        |
| --------------------- | --------- | --------------- |
| Redbergslids Goteborg | 26–14     | Asprom Bordeaux |
| IF Helsingor          | 34–14     | BM Granollers   |
| Dinamo Bucuresti      | 15–14     | Dukla Praha     |
| Frisch Auf Goppingen  | 31–26     | BTV St. Gallen  |

### Semi-finais
| Equipe 1              | Resultado | Equipe 2         |
| --------------------- | --------- | ---------------- |
| Redbergslids Goteborg | 22–12     | IF Helsingor     |
| Frisch Auf Goppingen  | 21–12     | Dinamo Bucuresti |

### Final
| Equipe 1              | Resultado | Equipe 2             |
| --------------------- | --------- | -------------------- |
| Redbergslids Goteborg | 18–13     | Frisch Auf Goppingen |